# Tanystylum distinctum
Tanystylum distinctum là một loài nhện biển trong họ Ammotheidae. Loài này thuộc chi Tanystylum. Tanystylum distinctum được miêu tả khoa học năm 1971 bởi Child & Hedgpeth.